# Ein Qiniya
Ein Qiniya' ou 'Ayn Kiniya, en arabe : عين قينيا, est un village du gouvernorat de Ramallah et Al-Bireh en Palestine. Il est situé à 7 km au nord-ouest de Ramallah et au centre de la Cisjordanie.
Selon le recensement du bureau central palestinien des statistiques, la localité compte une population de 721 habitants en 2017.